# Seta (botanika)

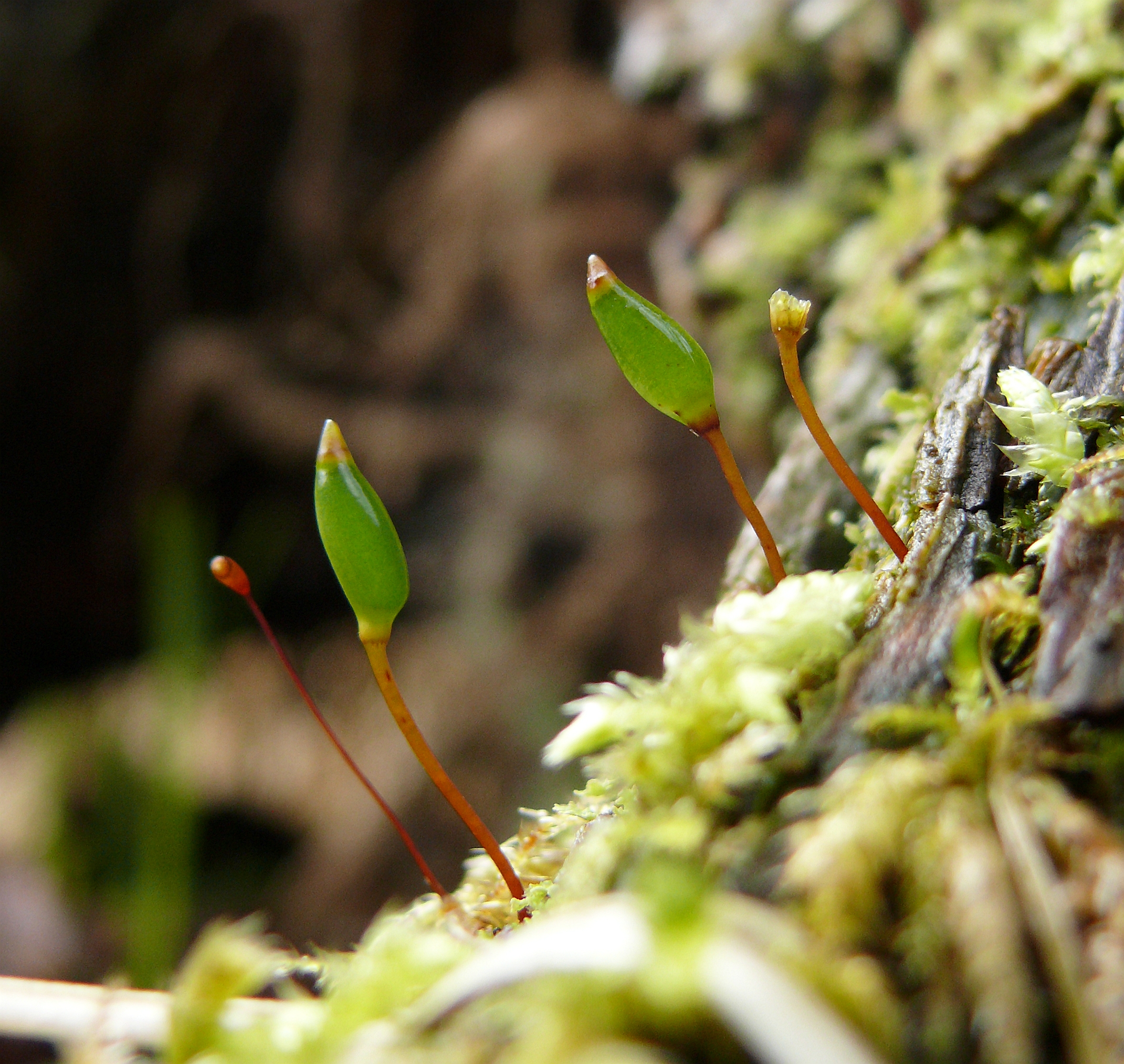
Seta u bezlistu okrywowego

Seta, szczecinka, trzonek sporangialny – pojedyncza, nierozgałęziona oś podtrzymująca zarodnię sporofitu u wątrobowców i części mchów (brak jej u torfowców i naleźlinów, nie wykształcają jej także glewiki). Powstaje wraz z zarodnią z górnej komórki zygoty po pierwszym jej podziale, w wyniku jej dalszych podziałów. Znajduje się między stopą i zarodnią. Ma różną długość, barwę i kształt u różnych gatunków. U wątrobowców jest zwykle bezbarwna i krótkotrwała – ginie po wysypaniu dojrzałych zarodników z puszki zarodni. Osiąga różną długość – od 10 cm w przypadku przedstawicieli rodzaju Pellia, do postaci bardzo zredukowanej u rodzaju Riccia. U mchów jest zwykle zabarwiona na kolor żółty, pomarańczowy lub czerwony, może być prosta, wygięta (np. u Bryum) lub skręcona śrubowato (np. u Funaria). Składa się z epidermy (gładkiej lub brodawkowanej), pod którą znajduje się warstwa komórek miękiszowych. Przez środek szczecinki przechodzi walec osiowy zbudowany z długich, wąskich i cienkościennych komórek.
W przypadku niektórych mchów (np. w rodzaju podsadnik Splachnum) występuje rozszerzenie trzonka bezpośrednio pod puszką zarodni zwane apofizą (też hipofizą). Może być okazałe, barwne i może zawierać aparaty szparkowe.
W przypadku torfowców i naleźlinów zarodnia wznoszona jest w górę na pseudopodium.